# Fani Maoré
Le Fani Maoré est un volcan sous-marin situé à cinquante kilomètres à l'est de l'île de Mayotte, s'élevant de 800 mètres au-dessus du fond marin situé ici à 3 500 mètres sous le niveau de la mer. Son existence est révélée par la campagne scientifique « MAYOBS » à la suite d'un épisode de séismes en essaim frappant l'île de Mayotte depuis mai 2018. Le réseau de surveillance volcanologique et sismologique de Mayotte est chargé de sa surveillance.

## Toponymie
Lors de sa découverte en 2019, le volcan ne porte encore aucun nom. Il est finalement appelé « Fani Maoré » par les sources officielles, scientifiques et journalistiques depuis 2022,,.

## Histoire

### Découverte

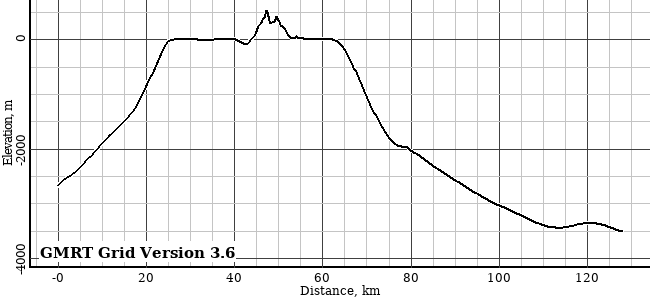
Coupe topographique de Mayotte montrant le Fani Maoré à la distance 120 km.

Depuis mai 2018, l'île de Mayotte est frappée par un épisode de séismes en essaim, avec plus de 1 800 secousses ressenties (de magnitude supérieure à 3,5). Le 15 mai 2018, un séisme d'une magnitude de 5,8 est enregistré : il s'agit du séisme le plus important jamais recensé dans l'archipel des Comores mais il ne provoque pas de dégâts majeurs. L'essaim de séismes atteint son paroxysme en juin avec des pics à plus de 80 séismes détectés en une journée. Le Bureau de recherches géologiques et minières (BRGM) a d'abord estimé que ce phénomène exceptionnel pourrait être d'origine tectonique (crustale plutôt que volcanique), avec un épicentre situé en mer à environ 50 km de Mayotte mais pour en savoir plus début 2019, le CNRS a lancé une campagne terrestre et marine d'observation sismique à Mayotte, avec l'aide du BRGM, de l’Institut de physique du globe de Paris (IPGP), de l'Ifremer, de l’École et observatoire des sciences de la Terre (CNRS/Université de Strasbourg) et de l’Observatoire volcanologique du Karthala (CNDRS, Grande Comore).
Selon les éléments disponibles au printemps 2019, plus de 1 800 séismes, localisés à 10 km à l’est de Mayotte, ont été enregistrés, dont une trentaine de magnitude supérieure à 5, nettement ressentis sur l’archipel et ayant parfois affecté le bâti. En outre des ondes de basse fréquence (se propageant bien sur de longues distances) ont été repérées par le réseau mondial de sismographie, dont le 11 novembre 2018, évoquant un phénomène de type tremor (séismes habituellement imperceptibles engendrés par des remontées de magma). L'IGN a aussi noté que l'île se déplaçait vers l’est à la vitesse de 14 mm/mois, tout en s'affaissant légèrement (environ 7 mm/mois, mais déjà 13 cm en un an), ce qui évoque un phénomène sismo-volcanique. En complément, l’université de la Réunion et l’OVPF-IPGP ont monté des missions de terrain pour affiner ce qu'on sait de l’histoire tectonique et volcanique de Mayotte (structures tectoniques sous-jacentes, date de formation de diverses roches magmatiques, analyses des gaz du sol, pour notamment modéliser la géologie et les risques locaux).

### Campagne MAYOBS
Pour mieux comprendre et anticiper l'arrivée probable d'un « épisode magmatique d'une très grande ampleur » sans équivalent depuis 250 ans, le gouvernement français a mobilisé, en juin 2018, le Comité national de la recherche scientifique (CNRS), le Bureau de recherches géologiques et minières (BRGM), l'Institut de physique du globe de Paris (IPGP), l'Institut français de recherche pour l'exploitation de la mer (IFREMER), l'université de la Réunion, l'Institut de physique du globe de Strasbourg (IPGS), l'Institut national de l'information géographique et forestière (IGN), l'École normale supérieure (ENS), le Centre nationale d'études spatiales (CNES) et le Service hydrographique et océanographique de la marine (SHOM). Depuis le début de la crise, cinq campagnes océanographiques (MAYOBS 1, 2, 3, 4 par le navire Marion Dufresne, et SHOM-MAYOBS 5 par le navire Beautemps-Beaupré) ont été menées.
En mai 2019, la campagne scientifique « MAYOBS » révèle l'existence d'un volcan de 800 m de hauteur situé à 50 km à l'est de Mayotte, à 3 500 m de profondeur, formé en moins d'un an à partir d'une base de 4 à 5 kilomètres de diamètre. Les sismomètres sous-marins ont révélé que les épicentres des séismes étaient en réalité plus proches de Mayotte mais aussi plus profonds, à 10 km à l'est de Mayotte (contre 50 selon les premières estimations) mais entre 20 et 50 km de profondeur, ce qui est étonnamment profond s'agissant d'une chambre magmatique.
Le 25 juin 2019, à l'occasion d'une conférence de presse, il est annoncé qu'une coulée de lave a été localisée au sud du volcan sous-marin de Mayotte lors d’une nouvelle mission scientifique. Cette coulée de lave s'étendant sur 8,71 km2 et représentant un volume de 0,2 km3 est, selon Marc Chaussidon, directeur de l’Institut de physique du globe de Paris, « l'une des deux plus importantes éruptions de type basaltique de ces 500 dernières années ». En 2021, une étude des données récoltées par MAYOBS montre que l'éruption de 2018-2019 est l'éruption sous-marine la plus volumineuse jamais enregistrée (~5 km3), qu'elle s'est effectuée via des dykes traversant toute l'épaisseur de la lithosphère, et que le nouvel édifice volcanique se situe à l'extrémité d'une crête longue de 50 km, constituée de nombreux autres édifices et coulées de lave récents. Une seconde étude, pétrologique et géochimique, permet de préciser le système magmatique alimentant l'éruption :  de sa source située à 80–100 km de profondeur, le magma remonte et se stocke entre 40 et 50 km de profondeur dans une chambre magmatique de plus de 10 km3, où il se cristallise d'environ 50 % avant de reprendre l'ascension par deux chemins différents (remontée directe la première année puis, à partir de mai 2019, passage par un réservoir magmatique plus petit et plus différencié situé à moins de 17 ± 6 km de la surface — près du Moho),.

### Évolution et conséquences
Le fond de la mer étant déjà parsemé de cônes volcaniques récents (moins d'un million d'années), les chances de voir émerger une nouvelle île demeurent sans doute faibles.
En octobre 2019, l'enfoncement constaté de l'île de Mayotte en raison du phénomène de vidange magmatique est de 15 centimètres, ce qui provoque un début de submersion des résidences les plus proches du rivage et entrave l'évacuation des eaux usées et un début de réflexion sur l'opportunité de relocaliser plus en altitude certains quartiers.
Cette montée des eaux rapides ainsi que l'activité sismique et la montée des températures ont également des conséquences importantes sur la faune et flore de l'île, en particulier dans les régions côtières. Des études sont actuellement menées sur l'impact de ces phénomènes sur la nidification des tortues vertes. Les scientifiques considèrent l'île de Mayotte comme un microcosme accéléré du réchauffement climatique sur l'ensemble de la planète.
À la suite des travaux récents de l’IPGP sur l’aléa volcanique, une révision de cette cartographie à l’heure actuelle indiquerait que Mayotte est « peut-être la zone de France la plus menacée par le phénomène volcanique et l’une des zones les plus exposées dans le monde ». Toutefois les mêmes experts ont rassuré l'Assemblée Nationale en ajoutant que « le risque en est statistiquement très faible à court terme ».